# 大原重実
大原 重実（おおはら しげみ）は、幕末の公家、明治期の官僚・華族。旧名・綾小路俊実（あやのこうじとしざね）。

## 経歴
山城国京都で、大原重徳の息子として生まれる。幼名は常丸。
天保8年1月（1837年）叙爵し、その後、備後権介に任官。安政元年12月（1855年）綾小路有長の養子となり俊実と改名。侍従に就任。文久3年3月（1863年）濫りに諸藩士と交わったことにより閉居を命ぜられた。
慶応4年1月（1868年）滋野井公寿と共に赤報隊の盟主に擁立されたが、活動中の金穀強要などを咎められ召喚令が出され帰京した。同年1月24日（2月17日）大原家復籍と相続を命ぜられ、名を重実に復した。同年2月30日（3月23日）海軍先鋒となり、以後、海軍先鋒総督、江戸鎮台補、関八州監察使、左近衛権少将、権弁事、弁官事、東北諸藩賞罰取調掛、皇居造営御用掛、公議所議長、兼制度寮副総裁などを歴任。明治2年6月2日（7月10日）戊辰の戦功により賞典禄100石を永世下賜された。以後、領客使、第一次酒田県知事、外務省七等出仕、同六等出仕などを歴任。1873年1月17日、父・重徳の隠居により家督を相続。1875年12月5日、外務少丞、1877年1月11日、外務少書記官に就任した。同年9月、自邸で強盗に襲われ死去した。

## 系譜
- 父：大原重徳
- 母：不詳
- 養父：綾小路有長
- 妻：大原国子（白川資敬の娘。夫と共に強盗に襲われ1877年9月14日死去）[2][4]
- 妻：松平頼胤娘
- 弟：大原重朝（貴族院議員。重実の没後に家督を相続）[4]